# Cidade Nova (Belo Horizonte)
Cidade Nova é um bairro nobre de classe média-alta localizado na região Nordeste de Belo Horizonte, constituindo-se como uma das centralidades regionais de maior peso da capital estadual.
Sua expansão se deu somente a partir dos anos 60 e, atualmente, é um bairro movimentado da região. Delimita-se nas ruas Conselheiro Lafaiete e Godofredo de Araujo (divísa com Sagrada Família/Reg. Leste), Alberto Cintra, Arthur de Sá e João Arantes (divísa com União/Reg. Nordeste) e Avenida Cristiano Machado (divísa com Silveira/Ipiranga/Reg. Nordeste). Abriga praças e parques como a Praça Guimarães Rosa, Praça Republica do Iraque (ao lado do Restaurante do Porto), Parque Ecológico da Cidade Nova, entre outros. Localiza-se no entorno das avenidas Cristiano Machado e José Cândido da Silveira, ambas de importância arterial para a capital, sendo um dos bairros da cidade de maior índice de Edifícios Residenciais Verticais.
Atualmente, é visto como uma região ou ponto de referência, servindo inclusive de motor à valorização dos espaços limítrofes, como o bairro União. O motivo parece ter sido uma boa operação de marketing, que o conseguiu rotular como um dos bairros mais nobres da região, podendo este aspeto já ter sido incorporado ao local desde o lançamento do loteamento, até a atualidade. Os apartamentos do bairro tendem a apresentar áreas maiores, com condomínios com áreas de lazer mais confortáveis, assim como edificações de configurações mais elaboradas, curvilíneas e com revestimentos mais requintados, características habitualmente ausentes em edificações econômicas. A Cinova, uma das empresas responsáveis pelo loteamento do bairro, também foi responsável pelo loteamento do Castelo, bairro nobre na região da Pampulha.
A região da Cidade Nova abriga bairros vizinhos de classe média e classe média-alta. Silveira, Ipiranga, Nova Floresta, e União.

## História
O bairro Cidade Nova, localizado na região Nordeste, teve sua origem ligada ao loteamento da Fazenda Retiro Sagrado Coração de Jesus de propriedade da Família Cândido da Silveira, uma das muitas áreas rurais que abasteciam a capital com leite e demais gêneros alimentícios, além de madeira, lenha e tijolos, já que havia uma grande olaria no local. Durante a década de 60, a expansão urbana - que já alcançava os limites da fazenda, aliado ao iminente risco de desapropriações e invasões - levou o patriarca da família, José Cândido da Silveira, a se desfazer das terras. O próprio José Cândido foi idealizador do primeiro loteamento, cujas vendas foram iniciadas em 1965. Mais tarde, a família firmou parceria com alguns empresários do setor imobiliário, e o parcelamento foi redesenhado. O loteamento ficou então a cargo de 5 construtoras, quais sejam, Cinova, Alcindo Vieira e Mascarenhas Barbosa Roscoe.
Apesar de contar com uma boa infra–estrutura, as vendas iniciais não foram fáceis, em parte por causa do acesso precário, não só ao bairro, mas como a toda a região. Ainda não existia a Avenida Cristiano Machado, sendo que o principal acesso ao bairro se dava pela Rua Jacuí, que se estendia até o município de Santa Luzia.  O empresário Lúcio Assumpção, da Construtora Cinova, fala com orgulho da urbanização pioneira e dos primeiros anos do bairro, dizendo que na época a Prefeitura de Belo Horizonte passou a exigir que os lotes tivessem no mínimo 360 metros. Com isso, o bairro foi o primeiro da região Nordeste com essa metragem, já que o usual no restante da cidade era a venda de terrenos com 300 metros. Interessado em acelerar o povoamento das regiões Nordeste, Pampulha e Venda Nova, o poder público municipal passou a investir na construção e recuperação da malha viária e do acesso às mesmas, construindo em 1971 o Túnel Lagoinha-Concórdia. Em 1977, com o segundo reparcelamento da fazenda, a região, até então estritamente residencial, viu surgir os primeiros edifícios,que começaram a atrair comerciantes. Com eles vieram todo tipo de comércio, desde o mais tradicional, como a Feira dos Produtores, até modernas redes de fast foods, supermercados, bancos, shoppings, restaurantes, pizzarias, hotéis, clínicas diversas, drogarias, lavanderias, academias de ginástica, cursos pré-vestibulares e cursos de idiomas. O patriarca José Cândido da Silveira deu apoio a muitas obras beneficentes. Ele doou os terrenos onde foram construídos a Paróquia Santa Luzia, o Santuário São Judas Tadeu, o Colégio São Miguel Arcanjo, a Escola Madre Paulina, atual Colégio Magnum Agostiniano, e a Escola Estadual Ana de Carvalho, revela o empresário e neto do antigo fazendeiro, Luiz Carlos Bambirra Silveira.

## Comércio
A maior influência do comércio local é a Feira dos Produtores, mercado originado da união de produtores de hortifrutigranjeiros, em 1950. Embora fundado originalmente no bairro Lagoinha, um dos mais tradicionais de Belo Horizonte, em 1981 a prefeitura solicitou o terreno onde então se implantava para construir uma estação de metrô. Foi disponibilizado aos feirantes o terreno no Cidade Nova, onde se encontra hoje. Trata-se de um dos diversos mercados distritais de Belo Horizonte, constituindo-se como ponto turístico da cidade e lugar nobre da região. O mercado ocupa uma área de 4.800,00 m2, com 108 lojas instaladas, por ali transitando cerca de 30 mil pessoas mensalmente.

## Pontos notáveis
- Lazer
  - Parque Ecológico e Cultural Professor Marcos Mazzoni
- Cultura
  - Museu do Bordado[14]

## Bairros vizinhos
- União, Ipiranga, Sagrada Família, Horto, Horto Florestal, Silveira, Nova Floresta, Palmares, Santa Inês